# Cantonul Saint-Flour-Nord
Cantonul Saint-Flour-Nord este un canton din arondismentul Saint-Flour, departamentul Cantal, regiunea Auvergne, Franța.

## Comune
- Andelat
- Anglards-de-Saint-Flour
- Coltines
- Coren
- Lastic
- Mentières
- Montchamp
- Rézentières
- Roffiac
- Saint-Flour (parțial, reședință)
- Saint-Georges
- Talizat
- Tiviers
- Vabres
- Vieillespesse